# Yakima River
Der Yakima River ist ein Fluss im US-Bundesstaat Washington. Er bildet den Abfluss des Keechelus Lake in der Kaskadenkette und fließt südöstlich zum Columbia River. Der Fluss ist 320 km, nach einigen Quellen sogar 344 km lang.

## Geographie
Der Ursprung des Yakima River ist der Keechelus Lake, ein Stausee in der Kaskadenkette. Als Abfluss eines Stausees bildet er von Beginn einen größeren Fluss. Im Oberlauf wird er erneut zum Lake Easton aufgestaut. Er nimmt mehrere kleine, teils gletschergespeiste Bäche und mehrere Flüsse wie den Cle Elum und den Teanaway auf. Nach etwa 80 Kilometer Flusslauf erreicht er das Kittalas Valley, das durch den Yakima River eine grüne, von Rinderherden bevölkerte Oase wird. Nach dem Kittalas Valley windet sich der Fluss durch den Yakima River Canyon und durch grasbewachsenen Hügel und erreicht schließlich die Stadt Yakima. Kurz vor Yakima verlässt der Fluss den Canyon, von rechts fließt der Naches River zu. Die Landschaft entlang des Flusses ändert sich stark, der Fluss wird breiter und fließt entlang Obstplantagen und Weinbergen des Yakima Valley AVA. Der Yakima fließt langsam durch sein Tal bis zu seiner Mündung bei Richland in den Columbia River.

## Geschichte
Die Region wurde von Native Americans bewohnt, die heute die Yakama bilden. Die Indianer lebten in großen Dörfern. Das größte Dorf mit geschätzten 3000 Einwohnern lag an der Stelle des heutigen Yakima, da es dort eine große Flussaue gibt. 1848 erreichten die ersten christlichen Missionare die Region, und 1855 wurde die Yakama Reservation gegründet, in der die Indianer als sesshafte Farmer leben sollten. Weiße Siedler siedelten entlang des Yakima Rivers und nutzten dessen Wasser zur Bewässerung. Der Bau der Northern Railway durch das Tal ab 1886 sorgte für eine Ausweitung der Landwirtschaft und damit der bewässerten Flächen. 1902 wurden fast 490 km² Land bewässert, so dass in regenarmen Jahren Teile des Flusses trocken fielen. 1905 wurde ein staatliches Bewässerungsprogramm gestartet, das bis heute für eine leistungsfähige Landwirtschaft dient.

## Umwelt
Der Yakima River entspringt in der niederschlagsreichen südöstlichen Kaskadenkette fließt ins trockene Landesinnere von Washington. Während der Oberlauf durch dicht mit Douglasien, Lärchen und Gelbkiefern bewaldeten Gebiete fließt, geht die Vegetation ab dem Bristol Canyon nordwestlich von Ellensburg in eine Strauchsteppe aus Wüstenbeifuss und anderen Sträuchern über. An den Klippen im Yakima Canyon nisten Falken und Adler. Das endemische Basalt-Gänseblümchen wächst nur im Canyon des Yakima River und seiner Nebenflüsse.
Der steigende Wasserverbrauch für Haushalte, Fischerei, Landwirtschaft, Industrie und Freizeit wirkt sich auf den Grundwasserspiegel im Yakima-Becken aus. Durch die ausgiebige landwirtschaftliche Bewässerung ist die Wasserqualität des Yakima Rivers belastet und die Fischwanderungen sind erheblich reduziert worden.

## Sehenswürdigkeiten und Bauwerke
Von Yakima nach Ellensburg fließt der Fluss zwischen Basaltklippen und Wüstenhügeln hindurch, davon etwa 24 Kilometer durch den Yakima River Canyon mit bis zu 600 Meter hohen Basaltfelsen. Parallel zum Fluss führt der Highway 821 als gebührenpflichtige State Scenic Route durch den Canyon. 1992 erwarb die Nature Conservancy 158 Hektar Land im Yakima River Canyon. Einen Großteil übertrug sie dem Bureau of Land Management, die es nach dem Canyon River Management Plan verwaltet. Die restlichen 42 Hektar bilden seit 1993 das Schutzgebiet der Yakima River Preserve. Das Schutzgebiet des Bureau of Land Management umfasst heute über 36 km². Zum Schutzgebiet gehören die Basaltklippen, Grasland am Fluss und eine Insel inmitten des Yakima River.

### Yakima Project
Das 1905 gestartete Yakima Project des Bureau of Reclamation ist ein staatliches Bewässerungsprogramm, mit dem ein 280 km langer und 1900 km² großer Streifen fruchtbaren Lands entlang des Yakima River künstlich bewässert wird. Zu dem Programm gehören die großen Staudämme Bumping Lake, Clear Creek und Tieton im Snoqualmie National Forest und der Cle Elum, Kachess und Keechelus Dam im Wenatchee National Forest. Im Flusslauf des Yakima gehören weitere Staudämme wie der Roza Diversion Dam, zahlreiche Bewässerungskanäle, Pumpwerke und zwei Wasserkraftwerke zu dem Bewässerungsprogramm. Bis in die 1980er Jahre wurden die Stauseen erweitert und die bewässerte Fläche vergrößert. Die Staudämme dienen auch zum Schutz vor Hochwasser, die durch die Wasserkraftwerke gewonnene Energie wird großteils zum Betrieb der Bewässerungspumpen verwendet. 1994 wurde der Schutz von Fischen und Wildtieren zum Projektziel erklärt.

## Wirtschaft
Durch das Yakima Project werden im Yakima River Basin etwa 1900 km² Land intensiv bewässert, das Becken gehört deshalb zu den am meisten bewässerten Gebieten der Vereinigten Staaten. Angebaut werden Äpfel, Kirschen und andere Obstsorten, dazu Hopfen, Spargel, oder Luzern, zunehmend wird Wein angebaut. Die Gebirgsausläufer sind Weideland für Rinder. Der Yakima River Canyon ist ein beliebtes Angelgewässer für Forellen.